# 2-Amino-3-methylimidazo(4,5-f)chinolin
2-Amino-3-methylimidazo[4,5-f]chinolin ist eine chemische Verbindung aus der Gruppe der polycyclischen aromatischen Kohlenwasserstoffe und Chinoline (Imidazochinoline).

## Vorkommen
2-Amino-3-methylimidazo[4,5-f]chinolin wurde in gebratenem Rindfleisch, Sardinen und Lachs (generell in gekochten Lebensmitteln als Nebenprodukt der Bräunungsreaktion), sowie in Zigarettenrauchkondensat nachgewiesen.

## Gewinnung und Darstellung
2-Amino-3-methylimidazo[4,5-f]chinolin kann in zwei Schritten aus 5,6-Diaminochinolin gewonnen werden. Dazu wird 5,6-Diaminoquinolin mit Bromcyan umgesetzt und das resultierende cyclische Zwischenprodukt durch Erhitzen des Tetramethylammoniumsalzes unter vermindertem Druck, in 2-Amino-3-methylimidazo[4,5-f]chinolin umgewandelt. Die Verbindung kann auch in 5 Schritten aus 6-Aminochinolin und in 4 Schritten aus 5-Amino-6-nitrochinolin oder 5-Chlorchinolin gewonnen werden.

## Eigenschaften
2-Amino-3-methylimidazo[4,5-f]chinolin ist ein grünlicher oder gelblicher Feststoff, der geringfügig löslich in heißem DMSO und Methanol ist. Er ist stabil unter mäßig sauren und alkalischen Bedingungen und in kalten verdünnten wässrigen Lösungen, die vor Licht geschützt sind. Er wird durch verdünntes Hypochlorit schnell abgebaut, aber wird durch schwach saure Nitritlösungen nicht desaminiert.

## Verwendung
Die Anwesenheit von 2-Amino-3-methylimidazo[4,5-f]chinolin in Nahrungsmitteln wird als Marker bei der toxikologischen Untersuchung von diesen verwendet.